# Imoe
Imoe of Yamoe was een oud-Egyptische stad. Tegenwoordig is de stad bekend als Kom el-Hisn.
De oude stad ligt tussen het gebied van Kom Abu Billo en Naukratis. 
Uit opgravingen is bekend geworden dat de stad al bewoond werd tijdens het Oude Rijk. Er zijn sporen gevonden van het Nieuwe Rijk, toen Imoe een belangrijke administratieve stad was. In de Late Periode was er een tempel die zijn tegoeden betaalde aan Thebe, zoals te lezen is op een stèle van Nitokris I.
Het enige wat nu overgebleven is van de stad is de ommuring van tempel van Sechmet-Hathor. Er zijn ook standbeelden van Amenemhat III en Ramses II gevonden. 